# 珀爾察馬

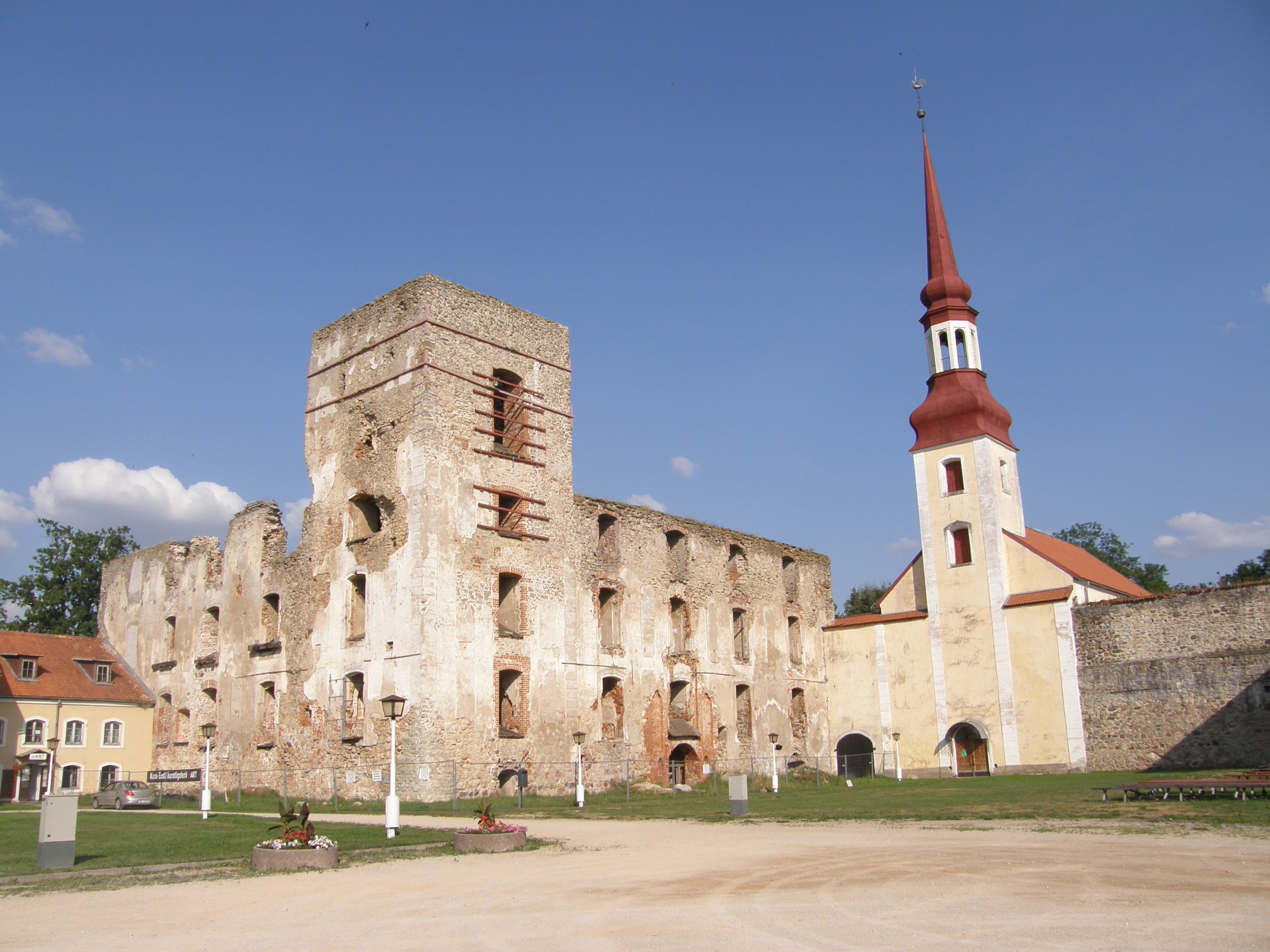
珀爾察馬城堡及教堂

珀爾察馬是愛沙尼亞約格瓦縣珀爾察馬市鎮的非独立市及行政中心，位於該國中部的珀爾察馬河畔，海拔高度70米，面積5.99平方公里，2010年人口4,642。第二次世界大戰期間，鎮上的城堡在1941年被徹底破壞。
2017年爱沙尼亚行政改革前，珀爾察馬为一个独立的市镇。改革后和其他市镇合并为新的珀爾察馬市鎮，并成为新市镇的行政中心。

## 外部連結
- 珀爾察馬市鎮官方网站 （愛沙尼亞語、俄語和英語）